# ادوارد آکوفو-آدو
ادوارد آکوفو-آدو (انگلیسی: Edward Akufo-Addo؛ ۲۶ ژوئن ۱۹۰۶ – ۱۷ ژوئیهٔ ۱۹۷۹) یک سیاست‌مدار ، قاضی و وکیل اهل غنا بود.